# Leucodelfinidina
Leucodelfinidina es un compuesto químico incoloro relacionado con las leucoantocianidinas. Se puede encontrar en Acacia auriculiformis, en la corteza de Cleistanthus collinus y en Eucalyptus pilularis.
Otras especies que contienen leucodelfinidina incluye a: Aesculus hippocastanum, en la corteza, Arachis hypogaea en las semillas, Arbutus unedo en las hojas, Caesalpinia pulcherrima, Ceratonia siliquaen el fruto, Hamamelis virginiana en las hojas, Hippophae rhamnoides en las hojas, Humulus lupulus en las flores y hojas, Musa acuminata × balbisiana en la fruta, Nelumbo nucifera en las hojas, Phyllanthus emblica en la corteza, Quercus alba (White oak, in the rind/bark/cortex), Quercus robur (Common oak, in the rind/bark/cortex), Rumex hymenosepalus en la raíz, Schinus molle en las hojas y Vicia faba en las semillas.
Un derivado de la leucodelfinidina aislado de Ficus benghalensis muestra efectos hipoglucémicos.

## Metabolismo
Dihydroflavonol 4-reductase (DFR) utiliza dihidromiricetina (ampelopsin) NADPH y 2 H+ para producir leucodelfinidina y NADP.